# آبشار روسیلیو
آبشار روسیلیو (به لاتین: Rusyliv Falls) یک منطقهٔ مسکونی در اوکراین است که در Buchach Raion واقع شده‌است.